# エディシェル・トロライア
エディシェル・トロライア（グルジア語: ედიშერ თოლორაია、グルジア語ラテン翻字: Edisher Toloraia、1978年8月22日 – ）は、ジョージアの政治家。ジョージアの夢＝民主ジョージア所属。2016年からジョージア国会議員。

## 生涯
1978年8月22日にサメグレロ＝ゼモ・スヴァネティ州のズグディディ地区インギリで誕生。ズグディディ独立大学歴史法学部で法学の学位を取得。
2002年から2004年までズグディディ市長顧問、資材技術局筆頭分析官、および経済局上級分析官。続いてズグディディ市NGO広報局筆頭分析官（2006年）、ジョージア社会保険基金ズグディディ支部長代理（2007年）、ズグディディ地域局長（2007年）、共同管理府知事、中央政府地区連携室上級分析官（2011年）、ズグディディ副地区長（2012年–2014年）、ズグディディ地区長（2014年–2016年）を歴任。
2016年11月18日、国会議員に当選。